# Wahlenbergia peduncularis
Wahlenbergia peduncularis là loài thực vật có hoa trong họ Hoa chuông. Loài này được (Wall. ex A.DC.) Hook.f. & Thomson miêu tả khoa học đầu tiên năm 1858.